# Taça Estado da Bahia
A Taça Estado da Bahia foi uma competição realizada pela Federação Bahiana de Futebol no estado da Bahia. Começou como competição classificatória para a Série C e acesso extra à 1ª Divisão estadual, mas gradualmente foi se degenerando e sendo má administrada até culminar num processo contra a Federação Bahiana de Futebol por irregularidades na competição fazendo com que o Ministério Público solicitasse o cancelamento definitivo da competição.
Entretanto, em 2009 estreou uma outra competição chamada Copa Governador do Estado da Bahia, que na prática é uma reedição da Taça Estado.
Os maiores campeões são Bahia e Vitória, cada um com três títulos.

## Edições
| Ano  | Classificação final   | Classificação final | Classificação final | Classificação final | Artilharia     | Artilharia     | Total de gols  | Total de jogos | Nº de participantes |
| Ano  | Campeão               | Vice-campeão        | 3º colocado         | Final (Placar)      | Nome(s)        | Gols           | Total de gols  | Total de jogos | Nº de participantes |
| ---- | --------------------- | ------------------- | ------------------- | ------------------- | -------------- | -------------- | -------------- | -------------- | ------------------- |
| 1998 | Fluminense de Feira   | Bahia de Feira      | Galícia             | Não disponível      | Não disponível | Não disponível | Não disponível | Não disponível | Não disponível      |
| 1999 | Camaçari              | Catuense            | Não disponível      | 2x2, 3x0            | Não disponível | Não disponível | Não disponível | Não disponível | Não disponível      |
| 2000 | Bahia                 | Não disponível      | Não disponível      | Não disponível      | Não disponível | Não disponível | Não disponível | Não disponível | Não disponível      |
| 2001 | Catuense              | Vitória             | Não disponível      | 1x1, 2x1            | Não disponível | Não disponível | Não disponível | Não disponível | Não disponível      |
| 2002 | Bahia                 | Vitória             | Fluminense de Feira | 2x2, 4x2            | Não disponível | Não disponível | Não disponível | Não disponível | Não disponível      |
| 2003 | Palmeiras do Nordeste | Cruzeiro (BA)       | Vitória             | 1x0, 1x1            | Não disponível | Não disponível | Não disponível | Não disponível | Não disponível      |
| 2004 | Vitória               | Bahia               | Ipitanga            | 1x2, 3x2            | Não disponível | Não disponível | Não disponível | Não disponível | Não disponível      |
| 2005 | Vitória               | Ipitanga            | Catuense            | 3x1, 2x2            | Não disponível | Não disponível | Não disponível | Não disponível | Não disponível      |
| 2006 | Vitória               | Bahia               | Galícia             | 3x1, 2x1            | Não disponível | Não disponível | Não disponível | Não disponível | Não disponível      |
| 2007 | Bahia                 | Fluminense de Feira | Camaçariense        | 0x1, 3x1            | Não disponível | Não disponível | 51             | 20             | 6                   |

### Títulos por equipe
| Clube                 | Títulos               | Vices          |
| --------------------- | --------------------- | -------------- |
| Vitória               | 3 (2004, 2005 e 2006) | 2 (2001, 2002) |
| Bahia                 | 3 (2000, 2002 e 2007) | 2 (2004, 2006) |
| Fluminense de Feira   | 1 (1998)              | 1 (2007)       |
| Catuense              | 1 (2001)              | 1 (1999)       |
| Camaçari              | 1 (1999)              | 0              |
| Palmeiras do Nordeste | 1 (2003)              | 0              |
| Bahia de Feira        | 0                     | 1 (1998)       |
| Cruzeiro (BA)         | 0                     | 1 (2003)       |
| Ipitanga              | 0                     | 1 (2005)       |

### Títulos por cidade
| Cidade           | Títulos | Vices |
| ---------------- | ------- | ----- |
| Salvador         | 6       | 4     |
| Feira de Santana | 2       | 2     |
| Catu             | 1       | 1     |
| Camaçari         | 1       | 0     |
| Cruz das Almas   | 0       | 1     |
| Lauro de Freitas | 0       | 1     |